# SN 2009ah
SN 2009ah – supernowa typu IIb odkryta 19 lutego 2009 roku w galaktyce E171-G04. W momencie odkrycia miała maksymalną jasność 16,00m.